# ترک‌کران
ترک‌کران (به لاتین: Türkəkəran) یک منطقهٔ مسکونی در جمهوری آذربایجان است که در شهرستان لنکران واقع شده‌است. ترک‌کران ۱۱۷۰ نفر جمعیت دارد.

## مردم
ترک‌کران ۱٬۱۷۰ نفر جمعیت دارد.

## ریشه واژه
کران واژه‌ای تالشی به‌معنی آبادی یا خانه‌ها است و ترک‌کران یعنی آبادی ترک‌ها.